# ویلیام جان دیتر
ویلیام ‘بیلی جک' دیتر (به انگلیسی: William John Dieter) (۵ اکتبر ۱۹۱۲–۱۸ آوریل ۱۹۴۲) یک گروهبان در تفنگداران هوایی ارتش ایالات متحده آمریکا بود. دیتر در هواپیمای گرین هورنت، ششمین هواپیما از مجموعه بمب‌افکن‌های آمریکایی شرکت کننده در حمله دولیتل توپچی بود. این حمله چهار ماه بعد از حمله به پرل هاربر به عنوان یک حمله تلافی‌جویانه با برخاستن بمب‌افکن‌ها از روی ناوهای هواپیمابر و بمباران  جزایر اصلی ژاپن، در ۱۸ آوریل ۱۹۴۲ انجام شد. این حمله روحیه سربازان ایالات متحده را تقویت کرد. زمانی که میچل B-25، «گرین هورنت»، در سواحل چین به دلیل اتمام سوخت سقوط کرد، دیتر یکی از سه سربازی بود که در این حمله جان خود را از دست داد.